# Erich Meier
Erich Meier (30 marzo 1935 – Biedenkopf-Wallau, 8 febbraio 2010) è stato un calciatore tedesco, di ruolo attaccante.